# سوني بانكس
سوني بانكس (بالإنجليزية: Sonny Banks)‏ (29 يونيو 1940 - 13 مايو 1965 بفيلادلفيا في الولايات المتحدة) هو ملاكم أمريكي، صنّف ضمن فئة وزن ثقيل.

## روابط خارجية
- سوني بانكس على موقع بوكس ريك (الإنجليزية) (registration required)